# Златан Шехович
Златан Шехович (серб. Златан Шеховић, нар. 8 серпня 2000, Белград, Сербія) — сербський футболіст, фланговий захисник клубу «Партизан».
На правах оренди грає в казахстанському клубі «Ордабаси».

## Ігрова кар'єра

### Клубна
Златан Шехович народився у Белграді і є вихованцем футбольної академії столичного клубу «Партизан». Влітку 2018 року у матчі Ліги Європи Шехович дебютував у першій команді «Партизана». Другу половину сезону 2017/18 футболіст провів в оренді в клубі Першої ліги «Телеоптик».
У сезоні 2018/19 Шехович у складі «Партизана» виграв національний Кубок Сербії.
Влітку 2020 року як вільний агент футболіст перейшов до ізраїльського клубу «Маккабі» з Нетанья. Де провів три сезони, а в червні 2022 року повернувся до «Партизана».
Перед початком сезону 2024 року Златан Шехович на правах оренди відправився грати у казахстанський клуб «Ордабаси». Вже 2 березня захисник дебютував у новій команді в чемпіонату Казахстану і в першій грі відзначився забитим голом.

### Збірна
З 2016 по 2021 роки Златан Шехович захищав кольори юнацьких та молодіжної збірної Сербії.

## Титули
Партизан
 Переможець Кубка Сербії: 2018/19